# IC 2758
IC 2758 — галактика типу S  M (спіральна змішана галактика) у сузір'ї Лев.
Цей об'єкт міститься в оригінальній редакції індексного каталогу.